# Ruslan Imanqulow
Ruslan Maratuly Imanqulow (kasachisch Руслан Маратұлы Иманқұлов Ruslan Maratūly İmanqūlov; russisch Руслан Маратович Иманкулов Ruslan Maratowitsch Imankulow; * 6. Februar 1972 in Qaraghandy) ist ein ehemaliger kasachischer Fußballspieler auf der Position eines Stürmers und mit 96 Toren in 14 Saisonen viertbester Torschütze der kasachischen Premjer-Liga.

## Karriere

### Verein
Imanqulow begann seine Karriere in seinem Heimatstadt bei Schachtjor Qaraghandy 1990 noch vor der Unabhängigkeit Kasachstans und war ab 1992 fester Bestandteil der Mannschaft, wo er zwischen 1994 und 2001 regelmäßig mehr als sechs Tore pro Saison erzielte.
Nach seinem Karriereende eröffnete er eine Fußballschule in seiner Heimatstadt.

### Nationalmannschaft
Imanqulow spielte zwischen 1995 und 1996 drei Spiele für das kasachische Fußballnationalteam. Sein Debüt gab er 1995 in einem Freundschaftsspiel gegen Kuwait, sein einziges Tor erzielte er bei einer 2:1-Niederlage in einem Auswärtsspiel gegen den Libanon.